# Tekla Iwicka
Tekla Iwicka herbu Paprzyca (ur. 1814 w Wilnie, zm. 3 lipca 1888 tamże) – polska filantropka, opiekunka opuszczonych dzieci. 
Córka porucznika Wojsk Polskich Antoniego Iwickiego (1774–1836) i Ewy z Krajewskich herbu Leliwa (1782–1871). Ukończyła pensję u wileńskich Wizytek, a następnie podjęła pracę pedagogiczną. Po zamknięciu przez Michaiła Murawiowa w 1863 roku przytułku im. Dzieciątka Jezus, ufundowanego przez Jadwigę Ogińską, wojewodzinę trocką w 1791 roku, I. zorganizowała akcję zbierania podrzutków, powierzając je zaufanym kobietom w Wilnie i na wsi. Przy pomocy finansowej rodziny, a zwłaszcza siostry Julii z Iwickich, żony Mikołaja Bakszewicza, geologa i dyrektora cesarskich kopalń złota w Rosji, zbudowała dom na Rossie, w którym prowadziła nielegalną działalność społeczną i pedagogiczną. Działalność tę finansowała nadto wpływami z koncertów, organizowanych w ziemiańskich domach Iwickich, Bakszewiczów, Billewiczów i Piłsudskich. Bywały lata, że ratowała przed rusyfikacją do 100 dzieci. Po jej zgonie ochronka nie upadła, działając potajemnie do 1905 roku, kiedy to Zarząd Miejski uroczyście otworzył ochronkę numer 5 Św. Wincentego, późniejszy dom sierot tego imienia. Jej pracę opisała Maria Reutt w opowieści biograficznej Klub Gałganiarek – kartki z dziejów Wilna (Wilno, 1922), a także Dionizja Wawrzykowska-Wierciochowa w książce Z umiłowania: opowieść biograficzna o Wandzie z Wolskich Umińskiej (1841-1926). Była starszą siostrą Ignacego Iwickiego. Uwieczniona jest na jednym z najstarszych w Polsce dagerotypów, jaki znajduje się w zbiorach Biblioteki Narodowej w Warszawie. Została pochowana na cmentarzu Bernardyńskim na Zarzeczu w Wilnie.